# Nauruer
Die Nauruer sind eine Ethnie, welche die pazifische Insel Nauru bewohnt. Sie sind mit größter Wahrscheinlichkeit ein Mischvolk aus anderen pazifischen Völkern.

## Entstehung und vorkoloniale Zeit

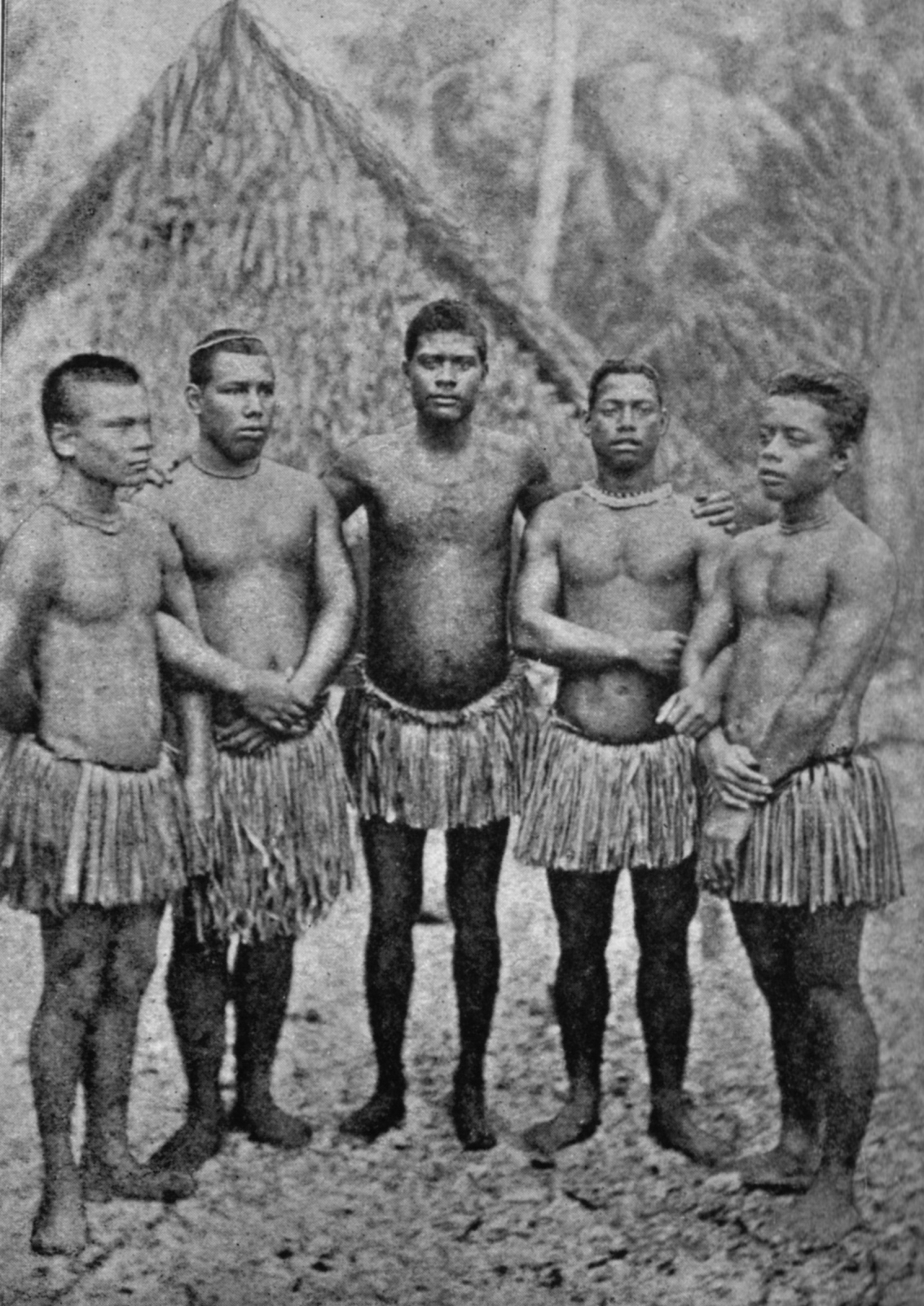
Junge Nauruer um 1914

Die Herkunft des nauruischen Volkes ist bis heute nicht endgültig geklärt. Sie kann möglicherweise aus der letzten malayo-pazifischen Völkerwanderung (etwa um 1200 n. Chr.) erklärt werden. Wahrscheinlich waren es seefahrende oder schiffbrüchige Polynesier und Melanesier, die sich niederließen, denn eine Urbevölkerung gab es nicht, obgleich die erste Ethnie auf Nauru wohl Mikronesier waren, wobei die Mikronesier in dieser Gegend mit den Melanesiern teilweise vermischt sind.
Die Nauruer haben zwei Bevölkerungselemente: die Melanesier und die wahrscheinlich später zugewanderten Polynesier. Die Melanesier werden durch einen kräftigen, dunkelfarbigen Typ mit locker krausem, schwarzem Haar repräsentiert; die Polynesier sind schlanker, hellbraun und haben schlichtes, schwarzes Haar. Zwischen diesen beiden Extremen bestehen die mannigfachsten Übergänge.
Die Gesellschaft der Nauruer war in zwölf Stämme gegliedert, deren Angehörige bis ins 20. Jahrhundert in verschiedene Rangklassen aufgeteilt waren: Temonibe, Emo, Amenengame und Engame; daran schlossen sich zwei besitzlose Klassen an, die Itsio und die Itiora. Die Zugehörigkeit zur Rangklasse wurde matrilinear vererbt. Recht gesetzt und gesprochen wurde von den Stammesoberhäuptern, ein gemeinsames Oberhaupt der Insel gab es nicht. Die vorchristliche Religion war monotheistisch, als höchstes Wesen wurde die weibliche Göttin Eijebong verehrt. Im Schöpfungsmythos Naurus spielt die Spinne Areop-Enap eine Rolle.
Die Nauruer lebten vor der Ankunft der Europäer auf dem schmalen, fruchtbaren Küstenstreifen der Insel, der mit dichtem Kokosstrauch und Pandanuspalmen bewachsen war, das aus Korallenfelsen bestehende Innere der Insel war unbewohnt. Nahrungsquelle war neben pflanzlichen Produkten hauptsächlich Fisch. Zum Fischen wurden  Auslegerkanus verwendet, deren Rumpf aus einem einzelnen Baumstamm geschnitten wurde, die Ausleger wurden mit Kokosfäden befestigt. Gefischt wurde mit Speeren und Pfeil und Bogen. Regenwasser wurde von gekrümmten Kokosnussbäumen gesammelt, indem ein Kokosblatt an der Krümmung befestigt wurde, das das Wasser in einen Behälter ableitete. Die Häuser wurden mit Pandanusmatten abgedeckt, Flechten und Weben waren Aufgabe der Frauen. Als Rauschmittel wurde Kava, nach der Ankunft der Europäer auch Toddy konsumiert, die Zubereitung von Kava war ursprünglich den Männern vorbehalten, wird heute aber auch von Frauen ausgeübt. Als Haustier wurde der Fregattvogel in großen Holzvolieren gehalten, er wurde auch zur Übermittlung von Nachrichten benutzt.

## Vom 19. Jahrhundert bis zur Gegenwart
Die Insel wurde im 19. Jahrhundert christianisiert und kam zuerst 1888 unter deutsche Kolonialherrschaft, 1920 unter australisch-britisches Völkerbundmandat. Die Nauruer konnten ihre Lebensweise weitgehend beibehalten; mit den seit Anfang des 19. Jahrhunderts auf der Insel siedelnden Europäern vermischten sie sich kaum. Die deutsche Kolonialverwaltung setzte den Häuptling des Stammes Boe, Auweyida, als Regenten der Insel ein. Nach der Eroberung durch Japan im Zweiten Weltkrieg wurden die meisten Inselbewohner zur Zwangsarbeit auf die mikronesische Insel Chuuk deportiert. Viele überlebten die unmenschlichen Bedingungen nicht, zwei Stämme wurden vollständig ausgelöscht.
Etwa seit dem Beginn des 20. Jahrhunderts verbreiteten sich Ruhr und Influenza auf Nauru, die Insulaner hatten keine Abwehrstoffe gegen diese Krankheiten. Die Bevölkerung schrumpfte infolgedessen dramatisch. Einer der höchsten Feiertage Naurus ist heute der 26 Oktober: Angam Day. 1938 erreichte die nauruische Bevölkerung zum ersten Mal nach der Influenzaepidemie von 1920 wieder die zum Überleben für notwendig gehaltene Zahl von 1500 Menschen, sie fiel infolge der japanischen Besetzung bis 1948 noch einmal unter diese Marke. Heute ist die Kultur Naurus weitgehend verwestlicht. Die Bevölkerung gliedert sich nicht mehr in Stämme, sondern in Distrikte. Die Regierungsform ist parlamentarisch-demokratisch. Die modernen Stilrichtungen der Popmusik werden manchmal mit spezifisch ozeanischen Elementen angereichert. Nationalsport ist Australian Football. Inselbesuchern gegenüber sind die Nauruer sehr gastfreundlich: Man wird fast überall nach Hause eingeladen. Es wird gerne und viel gefeiert.
Hauptprobleme der Nauruer sind heute Übergewicht und Diabetes. 1925 wurde von Ärzten der erste Diabetes-Fall in Nauru diagnostiziert. Heute ist, je nach Alter, jeder zweite bis dritte Nauruer zuckerkrank – so häufig wie in keinem anderen Staat der Erde. Als Grund wird angenommen, dass die Nauruer, nachdem sie bis ins 20. Jahrhundert oft Hungersnöte erlitten, durch die Phosphatgewinnung plötzlich zu den Reichsten der Welt gehörten: Diese brachte viel Geld auf die Insel, zunächst in den 1920er-Jahren, vor allem aber nach der Unabhängigkeit 1968. Die auf karges Leben eingestellten Nauruer hatten plötzlich Nahrung im Überfluss. Körperliche Arbeit und Bewegung wurden Fremdwörter, das Auto Verkehrsmittel Nummer eins. Die Folgen: Adipositas und schließlich Diabetes.